# Харківський радіозавод «Протон»

Державне підприємство "Харківський радіозавод «Протон» (ДП "ХРЗ «Протон») — є виробником і розробником сучасної радіоприймальної, навігаційної апаратури, апаратури радіоконтролю, радіомоніторингу, такої, що аналізує, та апаратури спеціалізованого радіозв'язку.
Підприємство засноване в 1927 році як перший в Україні радіозавод і до 2002 року підприємство входило до складу "Харківського виробничого об'єднання «Протон» (ХПО «Протон»).
ДП "ХРЗ «Протон» має можливість вести виробничу діяльність по замкнутому циклу від заготовки до складання і регулювання. Підприємство володіє необхідним устаткуванням для виготовлення деталей з металу, пластмас і гуми, а також друкованих плат.
На базі ДП ХРЗ «Протон» створено і успішно працює ряд виробничо-технічних комплексів (ПТК).
Виробничо-технічний комплекс «Промаш» (ПТК «Промаш») — виробнича база підприємства — поєднання одиничного та дрібносерійного виробництва з високою якістю і оптимальною ціною продукції.

## Історія заводу
Про історію заводу у відкритих ЗМІ відомо дуже мало.
Свою роботу у Харкові він почав у 1927 році одразу як військовий завод.
У 1970 — 1980 роки випускав продукцію для підрозділів радіо- та радіотехнічної розвідки. Таку як комплекс Р-381 «Рама» (у 1970-ті роки) на базі ГАЗ-66 та Р-381Т «Таран» на базі МТ-ЛБ.
У м.Харків на площі Повстання височіє будинок із масою антен на його даху — це приміщення КБ заводу «Протон», для роботи якого в Україні не знайшлося замовлень і, відповідно, коштів.

### Новітня історія заводу
За часів незалежної України станом на 2005 рік завод доведено до стану банкрутства. Мало місце ряд судових позовів щодо тривалих затримок по зарплатні працівникам.
У 2010 році КБ заводу було залучене до розробки блоків управління в рамках іракського замовлення на виробництво 420 БТР-4
Станом на 2014 рік завод знаходився у стані ліквідації, проводилися перевірки державними інспектуючими органами.

## Продукція заводу
В роки незалежної України завод відмовився від випуску матеріалозатратних комплексів на бронебазі. Основною продукцією заводу стали побутові радіоприймачі, магнітоли та радіоапаратура для підрозділів військової розвідки України, системи радіопеленгування та контролю.

### Магнітофони
- Протон РМ-211С
- Протон РМ-212С
- Протон 310С
- Протон РМ-321СА — авторадіомагнітола
- Протон 401[6]
- Протон 402[7]
- Протон 404
- Протон М-411[8]
- Протон М-412
- Протон М-414
- Протон Аліса (1991) — іграшка магнітофон на основі Протон М-412, слоган: «Твій перший «Протон»[9][10][11]

### Радіоприймачі побутові
Протон РП-201 — настільний УКВ приймач з годинником

### Радіоприймачі професійні

#### Радіоприймальний пристрій Р-399А
Р-399А — класичний радіоприймач КВ діапазону, відомий також під назвою «Катран»
Магістральний професійний супергетеродинний радіоприймач Р-399А, що працює у КВ діапазоні, відноситься до радіоапаратурі III покоління, призначений для пошуку і прийому ТЛФ, ТЛГ і односмугових радіопередач.
Радіоприймальний пристрій (РПУ) Р-399А призначений для пошуку і прийому радіовипромінювань, використання в магістральних комерційних та службових лініях зв'язку і забезпечує тривалий безпідлаштувальний прийом радіопередач в діапазоні частот від 1 до 31,99999 МГц виду «А1» (телеграфних АМ), «А3» (телефонних АМ), «А3А» і «А3Ј»(односмугових) без додаткових демодулюючих пристроїв, а також виду «Fl» і «F4» (передач з відносно — фазовою телеграфією ОФТ) та інших видів передач при підключенні до виходів ПЧ відповідної демодулюючої апаратури споживача. Забезпечується також прийом слухових видів передач.
Мав широке застосування як при обладнанні робочих місць на стаціонарних радіовузлах (Центрах), так і у складі приймальних радіокомплексів (наприклад, Р-161 «Чиж» чи Р-161М «Чиж-М»)

#### Радіоприймальні пристрої Р-309А і Р-309А1
Радіоприймач СДВ, ДВ, СВ і КВ діапазону, відомий також під назвою рос. «Прыжок» («Стрибок»)

#### Радіоприймальний пристрій Р-324
Магістральний професійний зв'язковий радіоприймач Р-324 працює в ДВ, СВ і КВ діапазонах, відноситься до радіоапаратурі V покоління, має підвищену чутливість, мікропроцесорне управління і автоматичний контроль прийому, а також вбудований автоматизований цифровий демодулятор основних видів передач.

#### Радіоприймальний пристрій ПЗМ-2П
Професійний радіоприймач ПЗМ-2П призначений для пристроїв автоматичного виявлення радіовипромінювань і спостереження за частотами, внесеними оперативне запам'ятовуючий пристрій (ОЗП) в режимі програмної перебудови і забезпечує тривалий бесподстроечный прийом радіопередач в діапазоні частот від 30 до 1000 МГц

### Системи радіомоніторингу

#### Р-330 УПП
Виріб Р-330 УПП — автоматизований пост виявлення, визначення місця знаходження та аналізу джерел радіовипромінювання (ДРВ) в діапазоні частот 30,0-99,999 МГц. Управління від ЕОМ. Можливість розміщення на рухомих і стаціонарних об'єктах.

#### Р-378 АПОА
Виріб Р-378 АПОА — автоматизований пост призначений для пошуку, визначення місця знаходження та аналізу джерел радіовипромінювань у КВ діапазоні.

#### Р-399Т
Панорамний аналізатор Р-399Т призначений для роботи в системах передачі, прийому й аналізу інформації. Призначений для роботи з РПП, що мають вихід ПЧ 128, 215, 465, 500 або 1315 кГц.

#### Пост технічних засобів радіо-і радіотехнічного контролю «Овал»
Овал-З — стаціонарний пост технічних засобів радіо-і радіотехнічного контролю за роботою радіотехнічних засобів в діапазоні частот 25-999,999 МГц., включає в себе пошук, виявлення, визначення місця знаходження джерел радіовипромінювання.

### Засоби захищеної телекомунікації

#### Станція прямих зв'язків захищена СПС «Протон-ПМ»
СПС Протон-ПМ — призначена для організації двостороннього телефонного зв'язку з одним або групою прямих внутрішніх об'єктів, з абонентами системи автоматизованої телефонної мережі, з аналогічною за призначенням апаратурою.
Конструктивні і технологічні рішення забезпечують надійний захист переговорів, екранування від впливу електричних і магнітних полів.

#### Станція прямих зв'язків захищена СПС «Протон-П»
Станція призначена для використання в державних органах управління, силових структурах та інших установах, де циркулює інформація з обмеженим доступом, а також конфіденційна інформація корпоративного характеру.